# Rainbow Arts
Die Rainbow Arts Software GmbH war ein 1984 in Gütersloh gegründetes Unternehmen der Computerspielindustrie. Das Studio war sowohl als Entwickler als auch als Publisher tätig und wurde durch die eigenen C64-, Amstrad-CPC- und Amiga-Spiele bekannt, darunter die Turrican-Reihe. Als Teil der Rushware-Gruppe war es zeitweise eines der größten deutschen und europäischen Unternehmen im Bereich der Computerspiele. Viele bekannte deutsche Computerspielentwickler arbeiteten in dieser Zeit für oder mit Rainbow Arts zusammen. In den 1990ern verlor das Unternehmen allmählich seine führende Rolle. Mit der Übernahme Rushwares durch den amerikanischen Publisher THQ zum Jahreswechsel 1998/1999 verschwanden schließlich die alten Firmenbezeichnungen aus der Öffentlichkeit.

## Geschichte
Rainbow Arts wurde 1984 von Thomas Meiertoberens und Marc Alexander Ullrich in Gütersloh gegründet. Die ersten Titel waren eine Reihe von selbstgeschriebenen Anwenderprogrammen für Datenverwaltung und Textbearbeitung für C64 und CPC464. In den Anfangsjahren übernahm Ariolasoft, ein Label des Bertelsmann-Konzerns in Gütersloh, den europaweiten Vertrieb. 1985 erschienen die ersten Spiele Nibbler, Mr. Pingo, Money Molch und Time sowie das Abenteuerspiel Der blaue Kristall.
Nach der Trennung der Geschäftsführer wurde der Firmensitz nach Düsseldorf verlegt, als Unternehmensanteile an den Ariolasoft-Konkurrenten Softgold verkauft wurden, der wiederum zur Rushware-Gruppe gehörte. Eines der frühen Spiele des umstrukturierten Unternehmens war Madness.
Ab Mitte der 1980er-Jahre hatte Rainbow Arts Erfolg mit bekannten Titeln wie der populären Turrican-Reihe, Mad TV oder Katakis. Viele bekannte und zum Teil auch heute noch in der Computerspieleindustrie tätige Persönlichkeiten wie Armin Gessert, Manfred Trenz, Andreas Escher, Thomas Hertzler, Chris Hülsbeck, Boris Schneider, Martin Gaksch, Teut Weidemann, Celâl Kandemiroğlu und Hans Ippisch arbeiteten zumindest zeitweise für Rainbow Arts. 1988 führte das Spiel The Great Giana Sisters zu rechtlichen Auseinandersetzungen mit dem japanischen Konsolenhersteller Nintendo, da das Spiel recht offensichtlich große Teile von Nintendos Super Mario Bros. kopiert hatte. Der Streit wurde in einem außergerichtlichen Vergleich beigelegt, das Spiel wurde aus dem Handel zurückgezogen und eine Entschädigung in unbekannter Höhe an Nintendo bezahlt.
Rainbow Arts führte 1993 zudem einen der ersten Prozesse zu der Frage, ob zwischen einem Softwarehaus und einem, von einem Studenten betriebenen, Bulletin Board System ähnlichen Namens („Rainbow BBS“) ein Wettbewerb besteht, sodass zeichenrechtliche Ansprüche durchsetzbar sind. Dies wurde vom Amtsgericht München bestätigt. Die Rainbow Arts Software GmbH wurde in diesem Verfahren durch den Rechtsanwalt Günter Freiherr von Gravenreuth vertreten. Die Entscheidung verunsicherte die Mailbox-Szene erheblich.
Der Niedergang des Unternehmens begann in den frühen 1990er-Jahren: Der Vertrieb schaffte es nicht, die Titel kostendeckend weltweit zu verkaufen, während die Entwicklungskosten laufend stiegen. Der Name Rainbow Arts verlor seitdem an Bekanntheit. Die Mutterfirmen Rushware und Softgold wurden wiederum im Jahr 1999 vom amerikanischen Spielehersteller THQ aufgekauft. Der Name Rainbow Arts wurde dann ab 1999 endgültig nicht mehr weitergeführt.

## Computerspiele (Auswahl)
- 3001 O'Connor's Fight
- Antics (Spiele: Dulcedo Cogitationis, Elvin, Chip-War, Mini-Boulder)
- The Baby of Can Guru
- Bad Cat
- The Birds and the Bees II: Antics
- BlockOut (3D-Tetris)
- Bozuma: The Mystery of the Mummy
- Circus Attractions
- Claim to Power
- Curse of RA
- Danger Freak
- Denaris
- Down at the Trolls
- Berlin 1948
- Future Tank
- Garrison
- Graffiti Man
- Grand Monster Slam
- The Great Giana Sisters
- Hard 'n Heavy
- Imperium Romanum
- In 80 Days around the World
- Jinks
- Katakis
- Logical
- Lollypop
- M.U.D.S. (Mean Ugly Dirty Sport)
- Mad TV
- Madness
- Masterblazer Sequel to Lucasfilm's Ballblazer
- Mystery of the Mummy
- Oxxonian
- Rock'n Roll
- R-Type
- Rendering Ranger R²
- Soldier
- Spherical
- Starball
- StarTrash
- Street Gang
- Sunny Shine
- To be on Top
- Turrican
- Turrican II: The Final Fight
- Turrican 3: Payment Day
- The Volleyball Simulator
- Warriors
- X-Out
- Z-Out

Quellen: